# Doukou Saraou
Doukou Saraou (auch: Doukou Sarao, Doukousaro) ist ein Dorf in der Landgemeinde Anzourou in Niger.

## Geographie
Das von einem traditionellen Ortsvorsteher (chef traditionnel) geleitete Dorf befindet sich rund zehn Kilometer südöstlich des Hauptorts Sarakoira der Landgemeinde Anzourou, die zum Departement Tillabéri in der gleichnamigen Region Tillabéri gehört. Zu den Siedlungen in der näheren Umgebung von Doukou Saraou zählen Bossou Bangou im Nordwesten, Kofouno im Norden und Doukou Makani im Südwesten.
Es herrscht das Klima der Sahelzone vor, mit einer durchschnittlichen jährlichen Niederschlagsmenge zwischen 300 und 400 mm.

## Geschichte

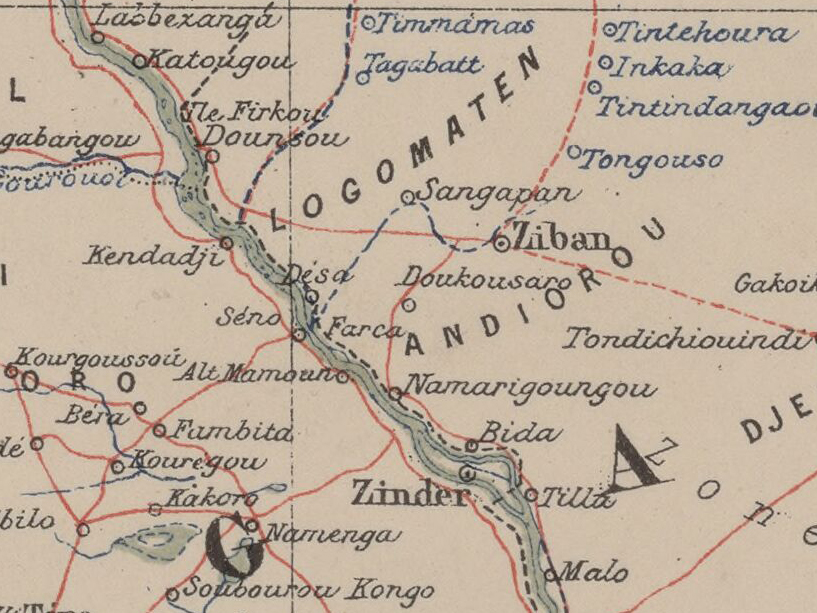
Ausschnitt einer Karte von 1903 mit Doukou Saraou (Doukousaro) im Zentrum

In ganz Anzourou kam es 1926 infolge geringer Niederschläge zu einer Hungersnot, von der vor allem Kinder betroffen waren. Im Dorf Doukou Saraou starben daran 80 Menschen.
Die Sicherheitslage in der Gemeinde Anzourou verschlechterte sich seit 2015. Am 24. August 2022 griff eine bewaffnete Gruppe die Dörfer Doukou Saraou und Kofouno in der Gemeinde an. In Doukou Saraou töteten sie drei Personen, stahlen Vieh und plünderten und verwüsteten Geschäfte. Am 20. Juli 2023 wurden in den Dörfern Doukou Makani und Doukou Saraou zwölf Bauern auf ihren Feldern ermordet. Am 20. August 2023 geriet eine Abordnung der Nationalgarde bei Doukou Saraou in einen Hinterhalt mutmaßlicher Dschihadisten. Dabei wurden zwölf Soldaten getötet.

## Bevölkerung
Bei der Volkszählung 2012 hatte Doukou Saraou 820 Einwohner, die in 119 Haushalten lebten. Bei der Volkszählung 2001 betrug die Einwohnerzahl 963 in 130 Haushalten und bei der Volkszählung 1988 belief sich die Einwohnerzahl auf 1173 in 131 Haushalten.

## Wirtschaft und Infrastruktur
Es gibt eine Schule im Dorf.